# Mycastrum
Mycastrum is een monotypisch geslacht van schimmels uit de familie van de Sclerodermataceae. Het bevat alleen de soort Mycastrum siculum.